# Дикерсон, Эрнест
Эрнест Роско Дикерсон A.S.C. (англ. Ernest Roscoe Dickerson; обычно указан как Эрнест Р. Дикерсон (англ. Ernest R. Dickerson) или Эрнест Дикерсон (англ. Ernest Dickerson); род. 25 июня 1951) — американский кинорежиссёр и кинооператор. Как кинооператор, он известен своими частым сотрудничеством со Спайком Ли. Как режиссёр, он известен по таким фильмам как «Авторитет», «Демон ночи», «Кости» и «Не умирай в одиночку». Он также снял несколько эпизодов таких успешных телесериалов как «Однажды в сказке», «Прослушка», «Декстер» и «Ходячие мертвецы».

## Ранняя жизнь
Дикерсон родился в Ньюарке, Нью-Джерси. Он изучал архитектуру в Говардском университете, а также брал уроки кино с Хейли Герима, когда он уже был заинтересован в кино. Он позже переехал в Нью-Йорк для участия в кинопрограмме Нью-Йоркского университета в школе искусств Тиш, где он познакомился с однокурсником Спайком Ли. Его первым полнометражным фильмом в качестве кинооператора был также первым фильмом Спайка Ли, «Парикмахерская Джо в районе Бед-Стай: Мы режем головы», который был снят, когда они всё ещё были студентами.

## Карьера
После окончания университета, Дикерсон начал свою карьеру кинооператора в видеоклипах для Брюса Спрингстина, Аниты Бейкер и Майлза Дэвиса, и начал снимать фильм Джона Сэйлса «Брат с другой планеты» (1984), его первый профессиональный фильм в качестве кинооператора.
Во время работы над первыми двумя сезонами телесериала «Сказки тёмной стороны» Джорджа Ромеро, с Дикерсоном позже связался Спайк Ли, который нашёл бюджет, чтобы снять фильм «Ей это нужно позарез» (1986). Дикерсон продолжил своё сотрудничество с Ли ещё на пять фильмов, включая «Делай как надо!» (1989). Их последнее сотрудничество было в фильме «Малкольм Икс» в 1992 году, в том же году Дикерсон сделал свой режиссёрский дебют с криминальной драмой «Авторитет». Он также работал в качестве второго режиссёра фильма Ли «Чудо святой Анны» (2008).
Для телевидения, Дикерсон снял несколько эпизодов нашумевших шоу, таких как «Однажды в сказке», «Декстер», «Ходячие мертвецы» и «Тримей». Как долговременный фанат фильмов ужасов, он также работал с Миком Гаррисом над сериалами «Мастера ужасов» и «Страх как он есть» и снял «Байки из склепа: Демон ночи» и «Кости».

### «Прослушка»
Дикерсон присоединился к команде драматического сериала канала HBO «Прослушка» как режиссёр второго сезона в 2003 году. Он снял эпизод «Дурной сон». Рецензенты проводили сравнение между фильмами Спайка Ли и «Прослушкой» ещё до того, как Дикерсон присоединился к команде. «Дурной сын» был выдвинут Американскому институту киноискусства на рассмотрение в их премии телепрограмм года и шоу впоследствии получило награду. После этого успеха, Дикерсон вернулся в качестве режиссёра третьего сезона в 2004 году. Он снял эпизод «Хамстердам» и финал сезона, «Миссия достигнута». В 2006 году, он внёс ещё два эпизода для четвёртого сезона шоу: «Опасения» и финал сезона, «Итоговые оценки». Четвёртый сезон получил вторую премию AFI и Дикерсон присутствовал на церемонии, чтобы забрать награду. Шоураннер Дэвид Саймон сказал, что Дикерсон является режиссёрской рабочей лошадкой шоу, и что он знает шоу, а также продюсеров; Саймон оценил режиссуру Дикерсона, сказав, что он «доставляет каждый раз».
Дикерсон вернулся в качестве режиссёра пятого и финального сезона сериала в 2008 году и снял эпизод «Неподтверждённые сообщения».

### Поздние работы
Он позже снова работал с Дэвидом Саймоном, сняв несколько эпизодов драматического сериала о Новом Орлеане «Тримей», включая финал второго сезона, «Делай то, что хочешь», который заработал ему премию NAACP Image Award за лучшую режиссуру драматического сериала.
Дикерсон также работал с исполнительным продюсером и сценаристом Эриком Овермайером над обоими «Прослушкой» и «Тримеем». Дикерсон снял эпизод «Туфта» для сериала Овермайера «Босх» в 2014 году.

## Фильмография

### Телевидение

#### Режиссёр
| Год  | Шоу                               | Сезон                        | Название эпизода                           | Эпизод                       | Примечания                   |
| ---- | --------------------------------- | ---------------------------- | ------------------------------------------ | ---------------------------- | ---------------------------- |
| 2018 | Семь секунд                       | 1                            | «Until It Do»                              | 6                            | 23 февраля 2018              |
| 2014 | Под куполом                       | 2                            | «Infestation»                              | 2                            | 7 июля 2014                  |
| 2012 | Ходячие мертвецы                  | 3                            | «Welcome to the Tombs»                     | 16                           | 31 марта 2013                |
| 2012 | Ходячие мертвецы                  | 3                            | «Seed»                                     | 1                            | 14 октября 2012              |
| 2012 | Декстер                           | 7                            | «Swim Deep»                                | 5                            | 28 октября 2012              |
| 2012 | Тримей                            | 3                            | «Don’t you Leave me Here»                  | 8                            | 11 ноября 2012               |
| 2012 | Тримей                            | 3                            | «The Greatest Love»                        | 4                            | 14 октября 2012              |
| 2011 | Ходячие мертвецы                  | 2                            | «Beside the Dying Fire»                    | 13                           | 18 марта 2012                |
| 2011 | Ходячие мертвецы                  | 2                            | «18 Miles Out»                             | 10                           | 26 февраля 2012              |
| 2011 | Ходячие мертвецы                  | 2                            | «Bloodletting»                             | 2                            | 23 октября 2011              |
| 2011 | Ходячие мертвецы                  | 2                            | «What Lies Ahead» (с Гвинет Хордер-Пейтон) | 1                            | 16 октября 2011              |
| 2011 | Декстер                           | 6                            | «Talk to the Hand»                         | 11                           | 11 декабря 2011              |
| 2011 | Декстер                           | 6                            | «Sin of Omission»                          | 8                            | 20 ноября 2011               |
| 2011 | Тримей                            | 2                            | «Do Watcha Wanna»                          | 11                           | 3 июля 2011                  |
| 2011 | Тримей                            | 2                            | «Can I Change My Mind?»                    | 8                            | 12 июня 2011                 |
| 2010 | Ходячие мертвецы                  | 1                            | «Wildfire»                                 | 5                            | 28 ноября 2010               |
| 2010 | Тримей                            | 1                            | «Right Place, Wrong Time»                  | 3                            | 25 апреля 2010               |
| 2009 | Декстер                           | 4                            | «Road Kill»                                | 8                            | 15 ноября 2009               |
| 2009 | Звёздные врата: Вселенная         | 1                            | «Earth»                                    | 7                            | 6 ноября 2009                |
| 2009 | Дневники вампира                  | 1                            | «Haunted»                                  | 7                            | 29 октября 2009              |
| 2009 | Линкольн-хайтс                    | 4                            | «Relative Unknown»                         | 7                            | 26 октября 2009              |
| 2009 | Линкольн-хайтс                    | 4                            | «Trash»                                    | 5                            | 12 октября 2009              |
| 2009 | Чёрная метка                      | 3                            | «Shot in the Dark»                         | 7                            | 23 июля 2009                 |
| 2009 | В простом виде                    | 2                            | «A Frond in Need»                          | 8                            | 14 июня 2009                 |
| 2009 | Закон и порядок                   | 19                           | «Exchange»                                 | 20                           | 13 мая 2009                  |
| 2009 | Медиум                            | 5                            | «Truth Be Told»                            | 8                            | 30 марта 2009                |
| 2009 | Чёрная метка                      | 2                            | «Truth and Reconciliation»                 | 14                           | 19 февраля 2009              |
| 2009 | Страх как он есть                 | 1                            | «Something With Bite»                      | 9                            | 3 января 2009                |
| 2008 | Декстер                           | 3                            | «Sì Se Puede»                              | 6                            | 2 ноября 2008                |
| 2008 | Линкольн-хайтс                    | 3                            | «The Day Before Tomorrow»                  | 4                            | 7 октября 2008               |
| 2008 | Эврика                            | 3                            | «Show Me the Mummy»                        | 5                            | 26 августа 2008              |
| 2008 | Прослушка                         | 5                            | «Unconfirmed Reports»                      | 2                            | 13 января 2008               |
| 2007 | Линкольн-хайтс                    | 2                            | «No Way Back»                              | 7                            | 16 октября 2007              |
| 2007 | Дурман                            | 3                            | «The Dark Time»                            | 12                           | 29 октября 2007              |
| 2007 | Дурман                            | 3                            | «Release the Hounds»                       | 9                            | 8 октября 2007               |
| 2007 | Скажи мне, что любишь меня        | 1                            | «Episode 1.6»                              | 6                            | 14 октября 2007              |
| 2007 | 4400                              | 4                            | «The Wrath of Graham»                      | 1                            | 17 июня 2007                 |
| 2006 | Прослушка                         | 4                            | «Final Grades»                             | 13                           | 10 декабря 2006 Финал сезона |
| 2006 | Прослушка                         | 4                            | «Misgivings»                               | 10                           | 19 ноября 2006               |
| 2006 | Скорая помощь                     | 13                           | «Reason to Believe»                        | 8                            | 16 ноября 2006               |
| 2006 | Мастера ужасов                    | 2                            | «The V Word»                               | 3                            | 10 ноября 2006               |
| 2006 | Герои                             | 1                            | «Collision»                                | 4                            | 16 октября 2006              |
| 2006 | Доказательства                    | 1                            | «And the Envelope Please»                  | 8                            | 1 июля 2006                  |
| 2006 | Всего на один вечер               | Всего на один вечер          | Всего на один вечер                        | Всего на один вечер          | 6 февраля 2006 Телефильм     |
| 2006 | C.S.I.: Место преступления Майами | 4                            | «Silencer»                                 | 13                           | 23 января 2006               |
| 2005 | Нашествие                         | 1                            | «The Cradle»                               | 8                            | 16 ноября 2005               |
| 2005 | Мыслить как преступник            | 1                            | «L.D.S.K.»                                 | 6                            | 2 ноября 2005                |
| 2005 | Расследование Джордан             | 5                            | «Total Recall»                             | 6                            | 30 октября 2005              |
| 2005 | Скорая помощь                     | 11                           | «You Are Here»                             | 20                           | 5 мая 2005                   |
| 2005 | Секс в другом городе              | 2                            | «Luminous»                                 | 7                            | 3 апреля 2005                |
| 2005 | Чудо-парни                        | 1                            | «In the Game of Life»                      | 2                            | 19 февраля 2005 Мини-сериал  |
| 2005 | Скорая помощь                     | 11                           | «Middleman»                                | 13                           | 3 февраля 2005               |
| 2004 | Прослушка                         | 3                            | «Mission Accomplished»                     | 12                           | 19 декабря 2004 Финал сезона |
| 2004 | Прослушка                         | 3                            | «Hamsterdam»                               | 4                            | 10 октября 2004              |
| 2004 | Заборы                            | Заборы                       | Заборы                                     | Заборы                       | 29 октября 2004 Телефильм    |
| 2004 | Третья смена                      | 6                            | «Greatest Detectives in the World»         | 6                            | 29 октября 2004              |
| 2003 | Прослушка                         | 2                            | «Bad Dreams»                               | 11                           | 17 августа 3003              |
| 2002 | Погром в понедельник вечером      | Погром в понедельник вечером | Погром в понедельник вечером               | Погром в понедельник вечером | 14 января 2002 Телефильм     |
| 2002 | Наша Америка                      | Наша Америка                 | Наша Америка                               | Наша Америка                 | 13 января 2002 Телефильм     |
| 2001 | Ночные видения                    | 1                            | «Still Life»                               | 18                           | 30 августа 2001              |
| 2001 | Ночные видения                    | 1                            | «My So-Called Life and Death»              | 16                           | 23 августа 2001              |
| 1998 | Спорт будущего                    | Спорт будущего               | Спорт будущего                             | Спорт будущего               | 1 октября 1998 Телефильм     |
| 1990 | Великие представления             | 19                           | «Spike & Co.: Do It Acapella»              | 1                            | 10 мая 1990                  |

#### Оператор
| Год       | Название                | Примечания                                                                 | Примечания                                                                 | Примечания                                                                 |
| --------- | ----------------------- | -------------------------------------------------------------------------- | -------------------------------------------------------------------------- | -------------------------------------------------------------------------- |
| 2002      | Наша Америка            | - Дневная премия «Эмми» за «лучшую операторскую работу». - также режиссёр. | - Дневная премия «Эмми» за «лучшую операторскую работу». - также режиссёр. | - Дневная премия «Эмми» за «лучшую операторскую работу». - также режиссёр. |
| Год       | Шоу                     | Сезон                                                                      | Название эпизода                                                           | Эпизод                                                                     |
| 1990—1991 | Закон и порядок         | 1                                                                          | «Prescription for Death»                                                   | 1                                                                          |
| 1990—1991 | Закон и порядок         | 1                                                                          | «Subterranean Homeboy Blues»                                               | 2                                                                          |
| 1990—1991 | Закон и порядок         | 1                                                                          | «Kiss the Girls and Make Them Die»                                         | 4                                                                          |
| 1990—1991 | Закон и порядок         | 1                                                                          | «By Hooker, By Crook»                                                      | 7                                                                          |
| 1990—1991 | Закон и порядок         | 1                                                                          | «Prisoner of Love»                                                         | 10                                                                         |
| 1990—1991 | Закон и порядок         | 1                                                                          | «A Death in the Family»                                                    | 13                                                                         |
| 1984—1986 | Сказки с тёмной стороны | 1                                                                          | «Pain Killer»                                                              | 3                                                                          |
| 1984—1986 | Сказки с тёмной стороны | 1                                                                          | «The Odds»                                                                 | 4                                                                          |
| 1984—1986 | Сказки с тёмной стороны | 1                                                                          | «Slippage»                                                                 | 6                                                                          |
| 1984—1986 | Сказки с тёмной стороны | 1                                                                          | «The Word Processor of the Gods»                                           | 8                                                                          |
| 1984—1986 | Сказки с тёмной стороны | 1                                                                          | «If the Shoes Fit…»                                                        | 18                                                                         |
| 1984—1986 | Сказки с тёмной стороны | 1                                                                          | «Grandma’s Last Wish»                                                      | 22                                                                         |
| 1984—1986 | Сказки с тёмной стороны | 2                                                                          | "Parlour Floor Front "                                                     | 4                                                                          |
| 1984—1986 | Сказки с тёмной стороны | 2                                                                          | «A Choice of Dreams»                                                       | 20                                                                         |

### Фильмы

#### Режиссёр
| Год  | Название                    | Примечания          |
| ---- | --------------------------- | ------------------- |
| 2004 | Не умирай в одиночку        |                     |
| 2001 | Кости                       |                     |
| 1998 | Слепая вера                 |                     |
| 1998 | Внезапное нападение         |                     |
| 1996 | Пуленепробиваемый           |                     |
| 1995 | Байки из склепа: Демон ночи |                     |
| 1994 | Игра на выживание           |                     |
| 1992 | Авторитет                   | - также сосценарист |

#### Оператор
| Год  | Название                                              | Примечания                                     |
| ---- | ----------------------------------------------------- | ---------------------------------------------- |
| 1992 | Малкольм Икс                                          | - режиссёр Спайк Ли                            |
| 1992 | Кузен Бобби                                           |                                                |
| 1991 | Тропическая лихорадка                                 | - режиссёр Спайк Ли                            |
| 1990 | Ава и Габриел — История любви                         | - режиссёр Феликс Де Рой                       |
| 1990 | Блюз о лучшей жизни                                   | - режиссёр Спайк Ли                            |
| 1990 | Искушение                                             |                                                |
| 1989 | Делай как надо!                                       | - режиссёр Спайк Ли                            |
| 1989 | Жуткий дом                                            |                                                |
| 1988 | Школьные годы чудесные                                | - режиссёр Спайк Ли                            |
| 1988 | Лазерщик                                              |                                                |
| 1987 | Эдди Мёрфи «Как есть»                                 |                                                |
| 1987 | Вражеская территория                                  |                                                |
| 1986 | Ей это нужно позарез                                  | - также появляется в фильме, режиссёр Спайк Ли |
| 1985 | Конфликт путей                                        |                                                |
| 1984 | Брат с другой планеты                                 |                                                |
| 1983 | Парикмахерская Джо в районе Бед-Стай: Мы режем головы | - режиссёр Спайк Ли                            |